# 入江曜子
入江 曜子（いりえ ようこ、1935年〈昭和10年〉2月13日 - ）は、日本のノンフィクション作家。本名は春名殷子。夫は作家の春名徹。

## 来歴
東京生まれ。慶應義塾大学文学部卒業。1989年『我が名はエリザベス』で第8回新田次郎文学賞を受賞。
三田文学会、日本文芸家協会、日中文化交流協会、日本ペンクラブ、各会員。

春名と共訳した岩波文庫版レジナルド・ジョンストン『紫禁城の黄昏』は、同書の祥伝社版を監修した渡部昇一から「満洲侵略を日本の悪とするには、都合の悪いいくつかの部分を省略している」と批判された。

## 著書

### 単著
- 『我が名はエリザベス 満洲国皇帝の妻の生涯』筑摩書房、1988年。ちくま文庫、2005年
- 『貴妃は毒殺されたか 皇帝溥儀と関東軍参謀吉岡の謎』新潮社、1998年。
- 『少女の領分』講談社、2000年。
- 『日本が「神の国」だった時代 国民学校の教科書をよむ』〈岩波新書〉2001年。
- 『教科書が危ない 『心のノート』と公民・歴史』〈岩波新書〉2004年。
- 『李玉琴伝奇 満洲国最後の〈皇妃〉』筑摩書房、2005年。
- 『溥儀 清朝最後の皇帝』〈岩波新書〉2006年。
- 『紫禁城 清朝の歴史を歩く』〈岩波新書〉2008年。
- 『思想は裁けるか 弁護士・海野普吉』筑摩選書、2011年
- 『古代東アジアの女帝』岩波新書、2016年

### 翻訳
- R.F.ジョンストン『紫禁城の黄昏』春名徹共訳〈岩波文庫〉、1989年。
- ニム・ウェールズ『中国に賭けた青春 : エドガー・スノウとともに』春名徹共訳〈岩波書店〉、1991年。